# Croix du Sud
Croix du Sud är en kulle i Antarktis. Den ligger i Östantarktis. Frankrike gör anspråk på området.
Terrängen runt Croix du Sud är platt åt sydost, men åt sydväst är den kuperad. Havet är nära Croix du Sud norrut. Trakten är glest befolkad. Närmaste befolkade plats är Dumont d'Urville Station, 0,93 kilometer nordväst om Croix du Sud. 